# Castelo de Juive

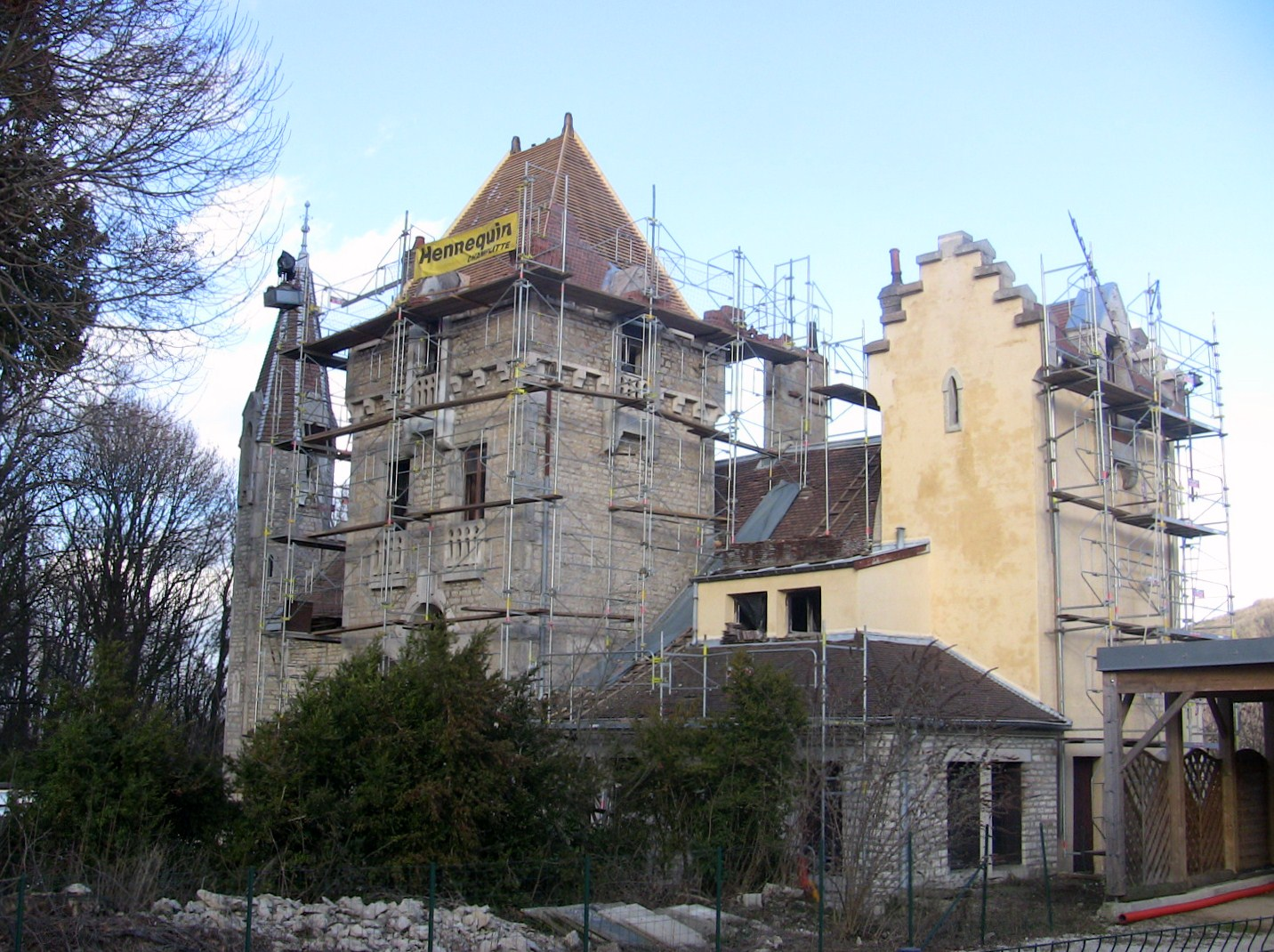
O castelo em 2010

O Château de la Juive (em português: Castelo da Judia; nome oficial: Château de Clementigney), é um castelo residencial localizado na cidade francesa de Besançon (Franche-Comté).
O primeiro edifício foi construído em data desconhecida, as primeiras informações remontam ao século XVIII. No século XIX, uma rica família de judeus (os Lippmans, fundadores da empresa Lip) compraram a casa e a transformaram numa luxuosa villa. Desde então, o castelo de Clementigney é conhecido como o castelo dos judeus. De 1850 a 1870, o arquitecto Alphonse Delacroix reconstruiu o edifício em estilo neogótico. A partir da década de 1920, a villa abrigou um famoso restaurante até o início do século XXI. Hoje, o castelo é um edifício residencial. É classificado como monumento histórico oficial da França desde 2002.